# Lagstads skolmuseum
Lagstads skolmuseum (finska: Lagstadin Koulumuseo) är en finländskt kulturhistoriskt museum i Esbo.
Lagstads skolmuseum ligger i klassrummet på andra våningen i Esbos äldsta folkskolebyggnad, som numera är Lagstads hembygdsgård. I lärarbostaden finns också ett aktivitetsrum, som tillhör museet.
Lagstads folkskola användes som skola mellan 1873 och 1954. Museet öppnades 2003 och är en del av Esbo stadsmuseum.